# 西岱站
西岱站（法語：Cité）是巴黎地鐵4號線的一個車站，位於巴黎第四區。西岱站是西岱岛上唯一的一個地鐵車站，靠近巴黎的地理和歷史中心，附近有諸多著名的地標建築，如巴黎聖母院。1991年，西岱站進行了重新裝修。

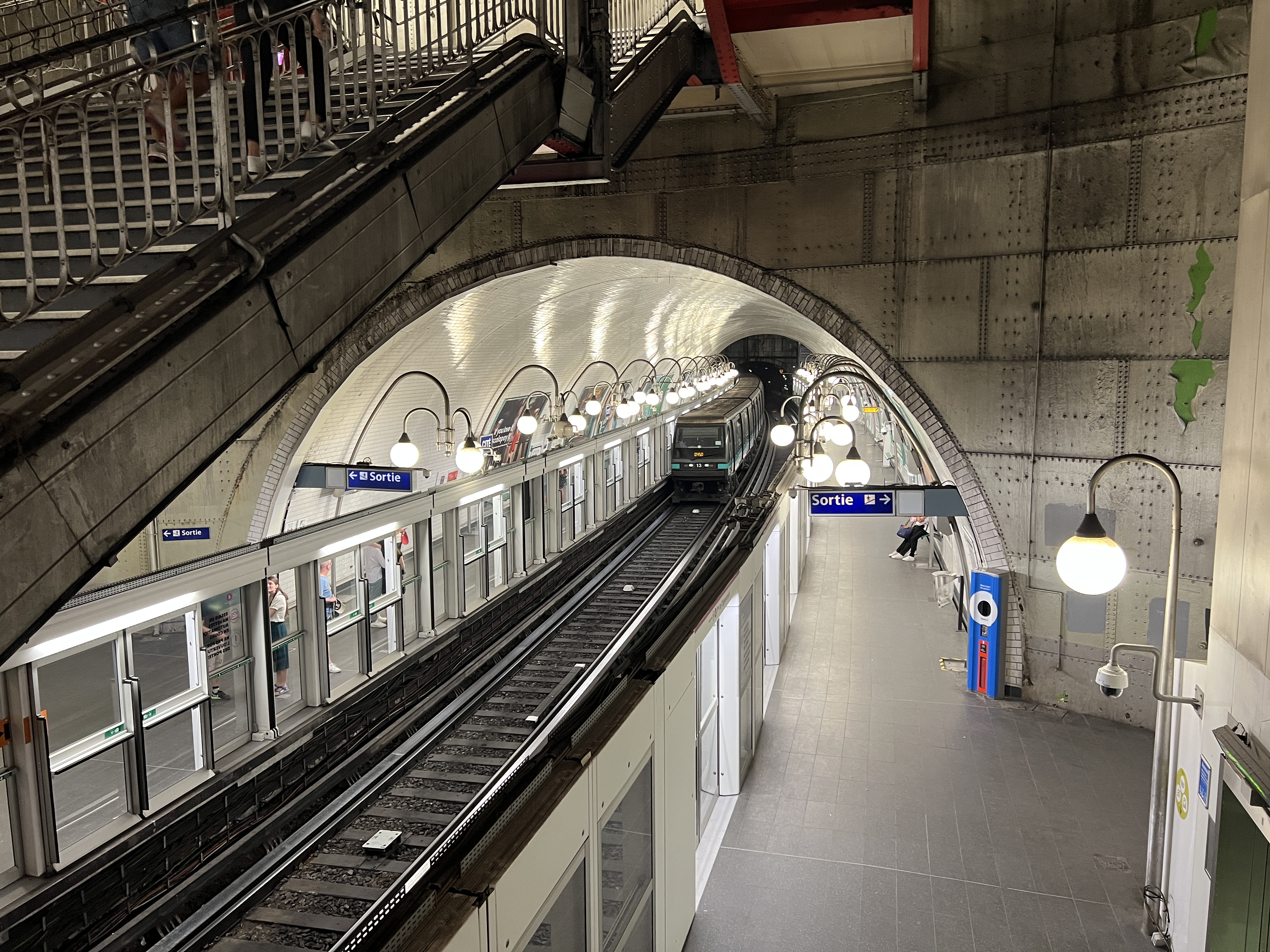
月台 (2022年7月)

## 車站結構
| 街道        |                    |                                  |
| B1          | 月台連接夾層       |                                  |
| 4號線月台層 | 側式月台，右側開門 | 側式月台，右側開門               |
| 4號線月台層 | 北行               | 往克里尼昂古門（沙特莱）         |
| 4號線月台層 | 南行               | 往巴涅-露西·奧布拉克（聖米歇爾） |
| 4號線月台層 | 側式月台，右側開門 |                                  |